# 923

## Evenimente
- 29 iulie: Bătălia de la Firenzuola (Italia). A fost disputată între forțele regelui Rudolf al II-lea de Burgundia și margraful Adalbert I de Ivrea pe de o parte și cele ale lui regelui Berengar I, pe de altă parte, regele Berengar I fiind declarat învins.

## Nașteri
- dată necunoscută: Edred al Angliei  (d. 955)
- dată necunoscută: Theobald al II-lea de Spoleto  (d. ?)

## Decese
- 15 iunie: Robert I al Franței rege al Franciei occidentale (922–923) (n. 860)